# Sony Ericsson K800i
El Sony Ericsson K790/K800 Fueron teléfonos lanzados en julio de 2006, son sucesores del modelo Sony Ericsson K750 Ambos teléfonos tienen un cámara digital completa de 3.2 megapixeles con un flash de xenón, a una cubierta protectora de lentes, y una nueva característica "BestPic", y es el primer teléfono que tiene la marca Sony Cyber-shot. La nueva característica "BestPic" toma 9 fotos de calidad completa de una materia en rápida sucesión, permitiendo al usuario escoger las mejores capturas.
La diferencia entre los dos teléfonos, el K790 soporta GSM y EDGE, mientras que el K800 soporta UMTS y GSM. Como resultado, el K800 tiene una cámara QCIF para conferencias de video 3G.